# Un, dos, tres... responda otra vez
Un, dos, tres… responda otra vez va ser un programa i concurs de televisió creat el 1972 per Narciso «Chicho» Ibáñez Serrador i que consta de deu temporades. El programa sempre ha estat emès per Televisió Espanyola i en l'actualitat és considerat com un dels clàssics de la cadena.

## L'origen
La mecànica d' Un, dos, tres… va suposar en el seu moment una revolució en la forma de fer televisió a Espanya. El concepte creat pel realitzador és un programa que fusiona:
- La cultura, representada en la primera part del programa, preguntes i respostes.
- Les activitats físiques, present en la segona part del programa, l'eliminatòria.
- La sort, intuïció, habilitat social, i una mica de psicologia; decisives en la tercera part del programa, la subhasta.[2]

Chicho havia vist que a la televisió només existien tres possibles tipus de concurs: els de preguntes i respostes, els de habilitat física i els de caràcter psicològic. En lloc de triar una d'aquestes tres possibilitats, va decidir barrejar-les adequadament, el que va donar lloc a un espai que va batejar com «Un, dos, tres…». Justament el nom del concurs fa referència a aquestes tres parts tan diferenciades que existeixen al programa.
Els precedents del programa es troben en un concurs que Chicho va realitzar a Argentina cridat «Un, dos… Nescafé» en el qual parelles de concursants havien de respondre alternativament durant un determinat període. A aquest concepte se li afegia una segona part basada en un concurs que Kiko Ledgard presentava al Perú anomenat «Haga negocio con Kiko» que alhora estava basat en «Let´s make a deal» de la TV estatunidenca. En aquest programa el concursant havia de triar entre portes i caixes que contenien regals o els diners que oferia el presentador a canvi.
Per unir tots dos programes es va crear una eliminatòria d'habilitats físiques on els concursants havien de competir per arribar a la subhasta.
Però la gran novetat que va sorprendre als espectadors va ser la creació d'un personatge negatiu i en contra dels concursants, Don Cicuta, interpretat per Valentín Tornos, que s'alegrava quan els tocava un mal premi i sofria un disgust si guanyaven. Al costat dels seus dos ajudants formaven la Part Negativa del programa. Com a contrapunt es van triar sis belles secretàries que formaven la Part Positiva.
Finalment Chicho va decidir sumar a la fórmula un gran xou en el qual cada programa s'ambientava amb un tema concret durant la subhasta i oferia cada setmana decorats nous i la intervenció d'actors, humoristes i artistes diferents.

## Estructura del concurs

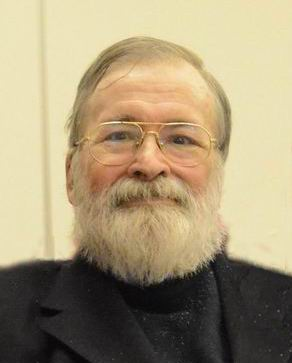
Narciso Ibáñez Serrador, creador i director del concurs

Cada programa tenia un tema concret al voltant del qual es desenvolupaven els diàlegs, els números musicals, la vestimenta de les secretàries i el decorat. L'excepció la marquen els primers quinze programes de la primera etapa, on no va haver-hi cap temàtica en concret ni decorats temàtics. El primer tema que es va utilitzar va ser al 16è programa, que es va dedicar a «Els toros i les festes d'Espanya». En l'última etapa, el tema sempre era un llibre. L'últim programa va estar dedicat a La Pimpinela Escarlata.
Hi havia temàtiques que es repetien temporada rere temporada i que donaven lloc a programes especials. El més repetit era l'especial nadalenc, en el qual els concursants i tot el públic estava format per nens, amb premis, proves i preguntes adaptades a la seva edat. Altres temes repetits eren La Festa Nacional, Pas de l'Equador, on el públic estava format per universitaris a meitat de carrera. Uns altres especials temàtics tenien com a protagonistes famosos, que solien aparèixer en programes dedicats a Les revistes del cor, El teatre o El món del disc, en els quals la suma del que guanyessin tots els concursants es donava a una ONG.

### Primera fase: preguntes i respostes

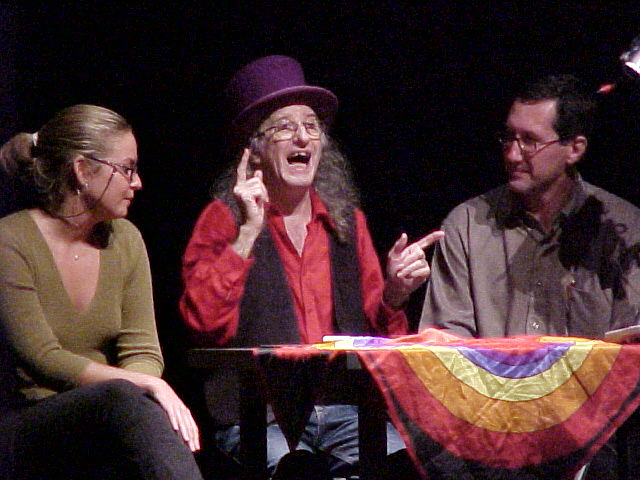
Juan Tamariz, interpretà el personatge de Don Estrecho entre 1976 i 1977

En les primeres dues etapes, concorrien quatre parelles de concursants, tres parelles noves i la parella de campions; des d'octubre de 1977 van ser tres parelles en total, incloent els campions. Fins a la novena etapa les parelles eren mixtes (dona i home), però en 2004 es va admetre la possibilitat que concursessin parelles del mateix sexe. En presentar-los, les secretàries deien els noms de tots dos, la relació entre tots dos (amics, promesos, matrimoni, germans, etc) i el seu lloc de procedència, la qual cosa va fer famosa la frase «són amics i residents a...».
En aquesta primera fase, hi havia tres rondes de preguntes de dificultat ascendent, rebent cada parella un total de tres preguntes. Aquestes preguntes eren portades als concursants en safates per les hostesses, i cada parella agafava un sobre, donant-l'ho al presentador perquè llegís el seu contingut. Les preguntes eren de resposta múltiple, tenint a més un exemple de resposta, sent preguntes del tipus: «Diguin noms de fruites, per exemple la poma». Després de dir l'exemple, a l'ordre de un, dos, tres... responda otra vez, començava un temps de 45 segons, i el primer que havien de fer els concursants era repetir l'exemple, i després donar totes les respostes que poguessin.
Per respondre existien diverses regles bàsiques, comunes a totes les preguntes encara que el text no les indiqués específicament:
- Si els concursants repetien una resposta o donaven una incorrecta, el temps es detenia en aquest mateix moment i no podien seguir responent.
- Era obligatori que els concursants contestessin de forma alternativa, primer un membre de la parella i després l'altre. Si un membre de la parella donava dues respostes seguides, també es detenia el rellotge i es considerava la segona resposta com a errada.
- Des de començaments de la segona temporada, estava prohibit implícitament canviar la grandària, el color o els materials d'una resposta, per exemple dir «pantalons de pana marrons grans», «pantalons de pana verdes mitjans», «pantalons de seda blaves petits», es considerava tot repetició de «pantalons», i solament s'admetia com a vàlida la primera versió indicada.
- No s'admetia l'ús de marques publicitàries, dels verbs solament s'admetia una forma verbal, i dels substantius solament s'admetia el masculí o el femení, però no tots dos.
- En les preguntes on apliqués, les respostes havien de donar-se en castellà. Usar altres idiomes, excepte en els comptats casos que el concursant fos estranger, no s'admetia.
- Finalment, si primer donaven una resposta molt genèrica i després una versió específica d'aquesta resposta genèrica, l'específica comptava com a repetició, per exemple dir «cartes» i després «pòquer», o dir «ganivet» i després «ganivet de pernil». A l'inrevés, donar respostes específiques i després una genèrica, sí s'admetia, encara que les versions posteriors a la resposta genèrica ja no valdrien.

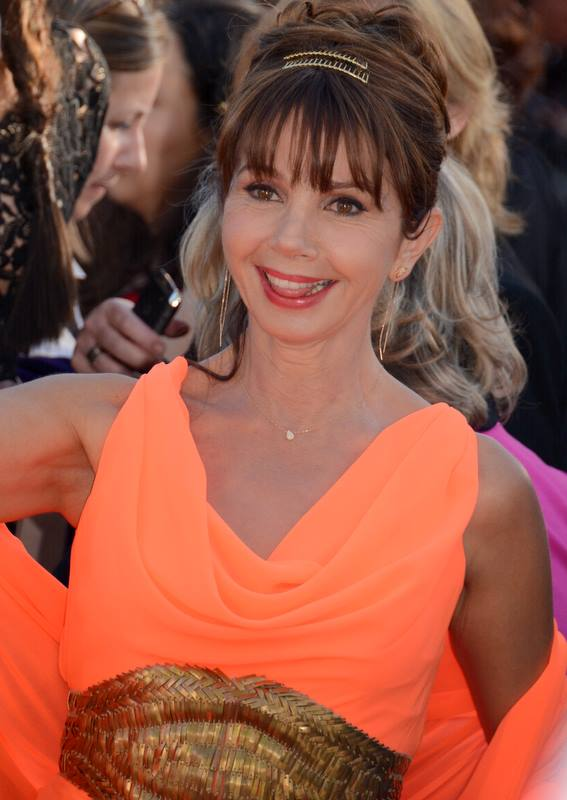
Victoria Abril, va ser hostessa del concurs entre 1976 i 1978

A més d'aquestes regles bàsiques, el text de la pregunta podia afegir regles extra per contestar, per exemple, una pregunta que deia «noms de províncies espanyoles, tenint en compte que cada província que diguin ha de limitar amb l'anterior que hagin dit», o bé demanar «paraules castellanes que continguin la lletra a, però han d'estar recollides en l'última edició del diccionari de la Reial Acadèmia Espanyola», o «peces i parts d'un automòbil, tenint en compte que no val repetir la mateixa en diferents situacions del vehicle, com la cadira dreta o la cadira esquerra». El presentador havia de llegir aquestes regles addicionals clarament, perquè si se'n desucidava, els concursants podien no veure's afectats per elles, com va succeir en alguna ocasió. En les dues primeres etapes, el concursant a qui no li tocava contestar havia d'estar callat i quiet. Però a partir de 1982, es va permetre que aquest concursant pogués ajudar el seu company, però solament usant la mímica, sense parlar ni fer cap so.
Una vegada esgotat el temps dels concursants o comès l'error, l'hostessa comptable indicava les respostes comptabilitzades i el valor econòmic de cadascuna, donant el total, amb la famosa frase Han estat 8 respostes encertades, a 25 pessetes cadascuna, 200 pessetes. El valor de la primera resposta es movia entre els valors de diners de la taula següent, i a la segona i tercera pregunta el valor per resposta era els diners acumulats a la pregunta anterior. Una vegada que totes les parelles havien contestat les tres preguntes, la parella que hagués acumulat més diners va ser la campiona i podia tornar la setmana següent. Les altres parelles passaven a l'eliminatòria.
| Anys                           | Xifra mínima  | Xifra màxima  | Notes |
| ------------------------------ | ------------- | ------------- | --- |
| 1972-1984                      | 25 pessetes   | 25 pessetes   | En aquest període, la xifra era inamoviblemente de 25 pessetes.                                                   |
| 1984-1986                      | 10 pessetes   | 159 pessetes  | Es va introduir una màquina de tres cilindres giratoris que oferia una xifra aleatòria cada setmana.              |
| 1987-1988                      | 20 pessetes   | 169 pessetes  | La màquina es va actualitzar incrementant 10 pessetes la xifra mínima i màxima.                                   |
| setembre de 1991-gener de 1992 | 100 pessetes  | 399 pessetes  | Es van suprimir els zeros en el primer cilindre i es van afegir el 2 i el 3 en el mateix.                         |
| gener-abril de 1992            | 100 pessetes  | 599 pessetes  | Es van afegir el 4 i el 5 al primer cilindre en repetir-se en massa ocasions en el mateix l'1.                    |
| 1992-1993                      | 300 pessetes  | 995 pessetes  | En l'últim cilindre solament hi havia zeros i cincos.                                                             |
| novembre-desembre de 1993      | 100 pessetes  | 999 pessetes  | Es va afegir un quart cilindre amb carabasses i estels. Si sortia estavella la xifra es duplicava.                |
| desembre de 1993-1994          | 1000 pessetes | 3999 pessetes | Es va reemplaçar el cilindre de carabasses i estels per un de xifres en reduir-se les rondes de preguntes a dues. |
| gener-febrer de 2004           | 1,00 euro     | 2,99 euros    | Es va tornar a tres cilindres, sent el segon i el tercer per als cèntims d'euro.                                  |
| febrer-juny de 2004            | 1,00 euro     | 5,99 euros    | En afegir-se patrocinadors en les preguntes el sisè programa, es va augmentar la xifra màxima.                    |

En certes èpoques, es van introduir canvis en la mecànica de les preguntes, de durada variable en el temps:

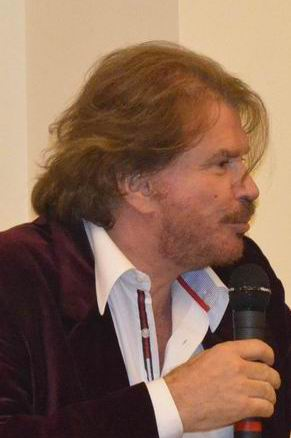
Bigote Arrocet, va intervenir com a humorista en el concurs entre 1977 i 1988

- En l'etapa de la Ganga, es va introduir un nou tipus de pregunta que substituïa la pregunta tradicional del tercer grup, donant un model de resposta a una llista de termes que s'anaven llegint. Per exemple, el sobre podia dir «Jo diré noms d'esportistes i vostès m'han de dir l'esport amb el qual ho associen. Per exemple, si jo dic Manolo Santana, vostès han de dir-me tennis». Com succeïa en la resta de preguntes, es repetia l'exemple, i després el presentador anava llegint una llista d'esportistes, d'un en un, i els concursants havien d'afegir l'esport corresponent. A la primera errada, es tallava el temps, de 45 segons com la resta de preguntes. En aquesta pregunta no es podien fer senyals.
- El 1987, es va eliminar la mecànica anterior per oferir en la safata preguntes habituals, del tercer grup de dificultat tradicional, però dins de quatre grups temàtics diferenciats: ciències i naturalesa, geografia i història, art i literatura, i esports, jocs i espectacles. El 1991 es va recuperar la tercera pregunta habitual, com es feia abans de 1984.
- Als primers programes de 1984 es va establir la regla de no donar a escollir sobre la primera pregunta, sinó aïllar i insonoritzar les tres parelles, i anar fent-les passar d'una en una i fer a les tres parelles la mateixa primera pregunta, sempre relacionada amb el tema del programa. Amb això es perseguia que les tres parelles tinguessin les mateixes oportunitats, doncs es pensava que el nombre de respostes donades a la primera pregunta era generalment el que determinava si aquesta parella guanyaria molt o pocs diners.
- Als programes especials, amb concursants infantils o famosos, o en els finals d'etapa, programes resum en els quals es convidava concursants importants dels programes anteriors, en la ronda de preguntes les dues parelles que acumulaven més diners passaven a l'eliminatòria, i la que quedava última quedava eliminada del concurs. Els nens no jugaven per pessetes en les preguntes, sinó únicament per punts. L'excepció la va marcar el final de la primera etapa el 1973, en el qual les preguntes solament es van usar perquè els concursants guanyessin diners, però no es va eliminar ningú, sinó que les quatre parelles van passar a l'eliminatòria.
- Finalment, una peculiaritat que va definir la novena etapa el 1993 va ser la d'eliminar el títol de campions. Els vencedors no es convertien en campions, sinó que adquirien el dret a comprar el seu pas directe a la subhasta, pagant per ella la xifra guanyada en preguntes i respostes (xifra amb la qual, al final del programa, el presentador negociava amb la parella a canvi del regal escollit). Després, l'eliminatòria serviria per decidir qui jugava al joc de consolació per multiplicar els diners guanyats en les preguntes.

### Segona fase: l'eliminatòria

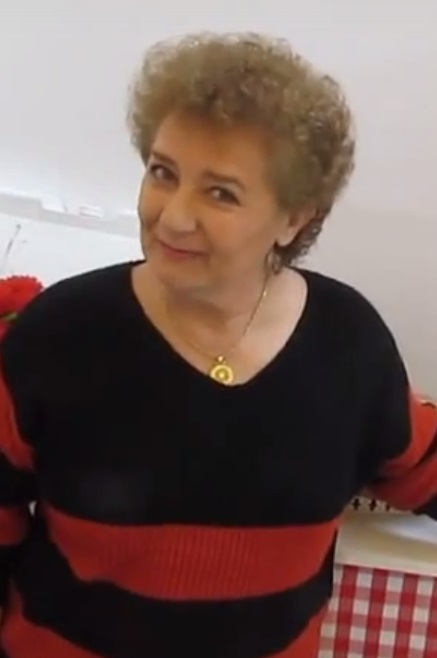
Beatriz Carvajal va actuar al programa entre 1982 i 1986

La mecànica de l'eliminatòria variava completament de programa a programa. Totes tenien en comú ser proves físiques i d'habilitat, però canviaven segons el tema del programa. La popular sintonia de l'eliminatòria és una versió ràpida per orgue de la Entrada dels gladiadors de Julius Fučík. Algunes de les eliminatòries més famoses són la de trencar-se ous en el cap contrari dient La terra és rodona i es demostra així fins a guanyar la que treia un ou dur, o fer-los lliscar-se per un tobogan amb gots plens de líquids i portar el líquid que no s'hi hagués vessat a provetes, guanyant la que hagués aconseguit més líquid. També hi havia eliminatòries on els concursants havien de demostrar els seus dots artístics representant com al Cinema Mut una crònica de successos o una escena del Tenorio mentre els llançaven petards. En aquestes eliminatòries difícils de valorar, el públic present en el plató havia de decidir mitjançant pentàgons numerats quina parella ho havia fet millor.
El que era comú és que qui guanyava l'eliminatòria es guanyava la passada a la subhasta. Va haver-hi ocasions, sobretot amb les eliminatòries en les quals puntuava el públic, en què les dues parelles aconseguien un empat tècnic i no havia previst cap mecanisme de desempat. En tals casos, la qual cosa el programa feia era declarar a les dues parelles guanyadores, barrejar als seus membres, i fer passar a una meitat al joc de consolació (quan n'hi havia) i a una altra meitat a la subhasta, repartint al final el total aconseguit entre les dues parelles a parts iguals.
Va haver-hi peculiaritats en algunes etapes. En la primera etapa, el premi per guanyar l'eliminatòria eren 10.000 pessetes, i les parelles perdedores guanyaven 5.000 pessetes cadascuna. Amb les 10.000 pessetes, la parella guanyadora podia comprar el seu pas a la subhasta, encara que no era obligatori. En la segona etapa es va seguir un esquema similar, encara que amb la peculiaritat de fer eliminatòries que donaven una classificació de 1r, 2n i 3r, i fer que la primera guanyés 10.000, la segona 3.000 i la tercera 2.000.
En la novena etapa (1993-94), en canviar la mecànica de les preguntes i llançar als guanyadors de les mateixes a la subhasta, es va establir que la parella guanyadora en l'eliminatòria passava al joc de consolació, on podien multiplicar fins per 9 la quantitat guanyada en la ronda de preguntes i apear a la parella perdedora del concurs sense més premi que el guanyat anteriorment.
Finalment, la desena etapa de 2004, titulada «Un, dos, tres... ¡a leer esta vez!» va canviar per complet la mecànica, convertint-la en una prova de preguntes sobre el llibre del dia. A cada parella se li feia tres preguntes sobre el relat. Als primers programes es donaven tres respostes a triar, després es van eliminar i calia contestar de memòria. Tenien quinze segons per contestar i, si fallaven, hi havia rebot i l'altra parella tenia cinc segons per contestar i poder portar-se un encert extra. Al final passava a la subhasta la parella amb més encerts i, en cas d'empat, es feia una pregunta de desempat amb polsador. En moltes ocasions va ser aquesta última pregunta la que va decidir el triomf, ja que la majoria de les parelles van contestar les seves tres preguntes correctament i van provocar l'empat.

### El joc de consolació

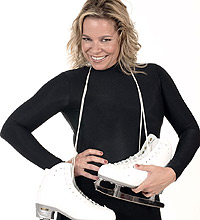
Kim Manning, hostessa del concurs en 1983-1988

El joc de consolació va ser un minijoc introduït per a aquells concursants que perdien l'eliminatòria. Es va introduir per primera vegada el 19 de novembre de 1976 al programa dedicat a la Filatèlia; el primer es va dir La Ruperta Fantasma i solament va faltar des de llavors entre 1982 i 1983. Eren jocs d'atzar que prenien el model de jocs de taula en un gran panell, normalment dedicats a les mascotes del programa. Entre 1976 i 1986, tots aquests jocs de consolació van acabar tenint una versió en joc de taula per ser adquirits pels espectadors i jugar a casa. Els concebia, fabricava i distribuïa l'editorial gironina Dalmau Carles Pla.
A partir de finals de 1986, es va introduir el joc de consolació publicitari, en el qual, sota el patrocini d'una marca, es va reduir, excepte excepcions, l'originalitat dels jocs, a canvi d'augmentar l'espectacularitat dels seus premis per la presència del patrocinador (l'últim joc de mascota lliurava unes 75.000 pessetes com a premi màxim mitjà, mentre que el primer de patrocinador va lliurar de mitjana tres vegades aquesta quantitat, unes 200.000 pessetes, i podia donar fins a deu milions). Solament un d'aquests jocs de patrocinador, «La Raspadita competición Màlaga» (1987) va conèixer una versió domèstica perquè juguessin els espectadors a casa seva, si bé aquesta versió era en forma de cromos d'un sol ús a diferència dels jocs de taula d'etapes anteriors.

### Tercera fase: la subhasta

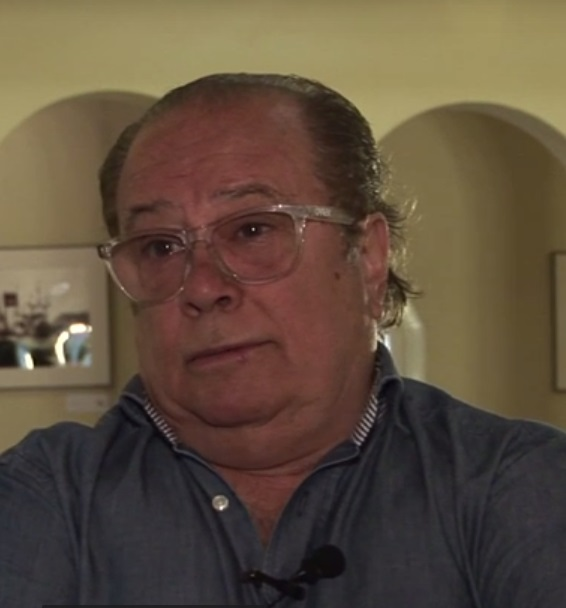
Arévalo, humorista habitual del concurs entre 1983 i 2004

Una vegada conclòs el joc de consolació, donava començament la subhasta, que era l'última part plena de música, humor i entreteniment durant la qual anaven passant per la taula de subhasta regals. En les dues primeres etapes, la mecànica deia que els concursants escollien un regal entre diversos al principi, i després anaven guanyant aquest regal, però a qualsevol moment podien canviar-lo pel que passés per la taula. De vegades podien acumular-se diversos premis en la taula, i Kiko anava revelant el contingut en els regals «que no anaven guanyant els concursants». Al final, guanyaven el regal amb el qual es quedessin en últim terme.

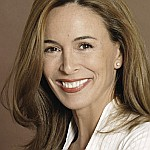
Lydia Bosch, hostessa del concurs en 1984-1986

Els regals estaven ocults en objectes relacionats amb el tema del programa, que venien d'humoristes caracteritzats o des d'un gran decorat temàtic que canviava setmana a setmana. No existia la figura recurrent de la targeteta, de vegades apareixia, però era més comuna que el regal estigués físicament dins de l'objecte, per exemple unes peses que en trencar-les revelen que dins hi ha un xec de mig milió de pessetes. Si el premi apareixia en una targeta o paper, aquest sol es revelava quan ja havien deixat el premi, per la qual cosa no existia la pràctica del fins aquí puc llegir, es llegia el paper de forma íntegra.
Cal destacar que durant els quinze primers programes de 1972, al no existir el programa temàtic, el decorat eren tres cortines o portes numerades, i amb l'elecció dels concursants d'una o una altra porta anaven sorgint els regals, de forma molt similar a la del programa nord-americà dels 60 Let's make a deal, presentat a Espanya per Bertín Osborne a Antena 3 com a Trato hecho. Una vegada van començar a realitzar-se programes temàtics les portes apareixien en decorats inspirats en el tema del programa establint un nexe d'unió amb el regal que amagaven a través de jocs de paraules. Per exemple, en un programa dedicat a les 1001 nits la porta de la tenda de Chilabas amagava rentadores automàtiques, ja que chi planxes, chi laves etc». En un dedicat a València la porta de «L'Horta» amagava bicicletes, ja que sortia un andalús que deia la «horta siclista a Espanya».
A partir del 7 d'octubre de 1977 al programa dedicat a El Maestro Serrano es va introduir la mecànica popular de fer passar ordenadament regals a la taula de subhasta, fins a un màxim de tres objectes que portaven les famoses targetetes, primer de cartolina verda, i des de 1991 blanques amb el logo del programa en el revers. Els concursants llavors havien de deixar un dels objectes perquè entrés el següent, així fins als tres últims regals. Al moment en què decidissin deixar un objecte, es llegia part de la targeta, que podia contenir una pista o una distracció a través de jocs de paraules en la seva majoria. Si persistien a deixar-ho, es llegia la resta de la targeta on es revelava el premi que havien perdut. Des de 1984, es va introduir la pràctica de llegir sempre la part llegible de la targeteta en arribar el regal a la taula i després llegir la targeta completa quan deixessin el premi. En 1987, amb la cotilla que cada programa havia de durar no més de 90 minuts, es va imposar la regla de llegir solament dues vegades en tot el programa cada targeteta, una en arribar i una altra de record, després es llegiria una altra vegada solament quan perdessin o guanyessin el premi.

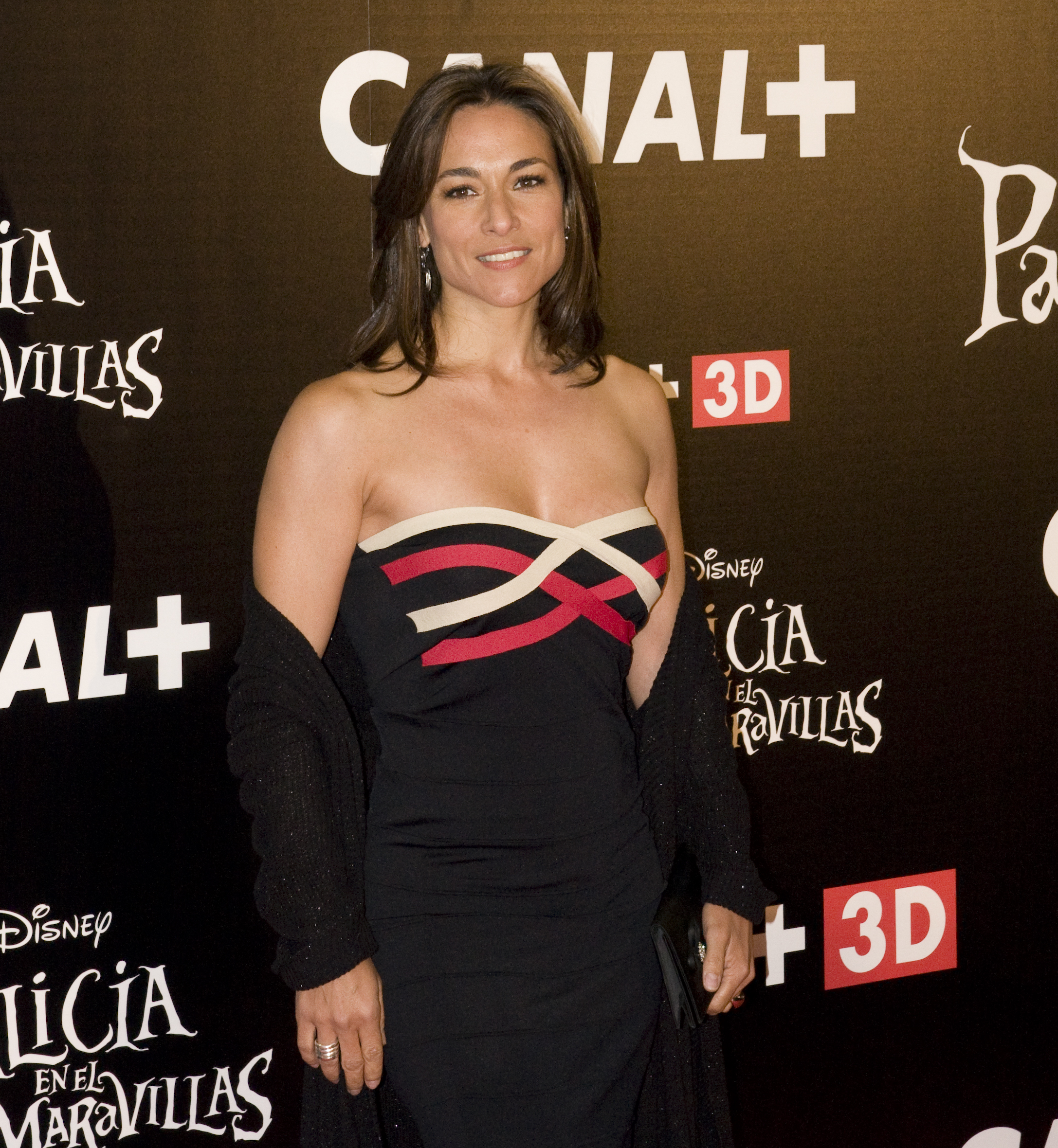
Isabel Serrano, hostessa del concurs en 1987-1988

Hi havia una única regla quant als regals que podien aparèixer: la mascota havia d'estar continguda en almenys un dels regals, i la resta dels premis podien canviar, des de cotxes, apartaments, viatges o quantitats econòmiques, fins a borses d'aigua calenta, llumins, etc. Solien ser habituals quatre premis bons: un apartament, un cotxe, un viatge i diners en efectiu. En la primera etapa, i solament en la primera etapa, en la qual no hi havia mascota oficial, eren dues els premis obligatoris, un de negatiu, la carabassa, i un altre positiu, el cotxe, que solament en aquesta primera etapa era obligatori, encara que no s'especificava què tipus de cotxe era: podia ser un flamant cotxe nou, o un simple cotxe de desballestament, un cotxe de joguina, un cotxe fúnebre, etc, encara que el comú era l'aparició estel·lar d'un cotxe nou. Amb la segona etapa, es va mantenir la restricció de la carabassa, ara convertida en la mascota Ruperta, però es va eliminar la del cotxe, que passava a ser un regal més, que podia aparèixer o no. A més, encara que un regal hagués aparegut en una ocasió, gens impedia que el mateix premi es repetís en una altra targeta, per exemple que apareguessin tres cotxes en una mateixa subhasta en regals diferents, amb el que no es podia pressuposar res al final de la subhasta, hagués sortit el que hagués sortit.

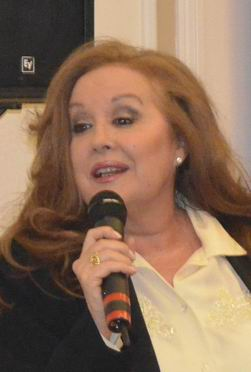
Fedra Lorente, va interpretar La Bombi entre 1983 i 1993

Entre els regals era comú que apareguessin jocs que permetien guanyar diners o premis als concursants si els jugaven. D'haver-hi un joc en la taula, el presentador estava generalment autoritzat a comunicar als concursants quan entrava un joc i en quin regal estava, però no a desvetllar la seva mecànica llevat excepcions, ja que en cas que deixessin el joc, est podia ser reciclat per al seu ús a un altre programa. En certes ocasions, no obstant això, la posició d'un joc podia romandre en secret per part del presentador com qualsevol altre regal. Aquests jocs podien ser de cartes, de panells o d'usar objectes en la taula, i encara que la majoria eren jocs d'atzar, també hi havia jocs d'habilitat o que combinaven ambdues característiques.

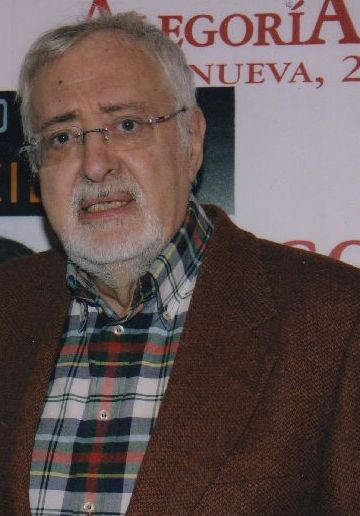
Antonio Ozores, va intervenir com a humorista en el concurs en 1986-1987

Jocs de cartes va haver-hi molts, ja que era el tipus de joc que més es repetia. Un joc de cartes comú va ser el de dir si la carta següent en el mall era major o menor que la carta que acabava de sortir i guanyar diners si s'encertava o perdre-ho tot si fallaven. Entre els jocs d'objectes en taula, un joc famós és el joc del rellotge, d'explicar un minut mentalment i parar el rellotge, i guanyar un milió de pessetes si ho feien exacte, restant cent mil per cada segon de més o de menys. En panells, el joc més recordat és l'anomenat «Volen...» en el qual el presentador feia aquesta pregunta per a cadascuna de les caselles d'un panell abans de girar-les, i els concursants havien de dir si volien o no el que hi havia darrere abans de saber que hi havia, i el que sortia podia ser positiu o negatiu. En jocs d'habilitat, destaca el de llançar anelles a un pal i guanyar diners si encertaven o perdre-ho tot després d'un cert nombre de fallades. Joc d'habilitat i sort combinada era el de tirar un dard (o una fletxa) a un panell cobert, descobrir darrere després del tir un mapa-mundi, col·locar un cercle de plàstic al voltant del dard i guanyar un viatge a qualsevol lloc de la zona que estigués dins del cercle. La majoria dels jocs tenien un reglament just. No obstant això, sempre amb el coneixement previ del notari, alguns jocs estaven trucats a favor dels concursants, per exemple posar daus trucats que mai caiguessin en la cara que feia perdre, i uns altres estaven trucats en contra i eren paranys per als concursants, com el joc del timó, en el qual s'escollien diverses manilles del timó, suposadament amb diners dins, però revelant-se després que les quantitats que contenien eren irrisoriamente baixes.

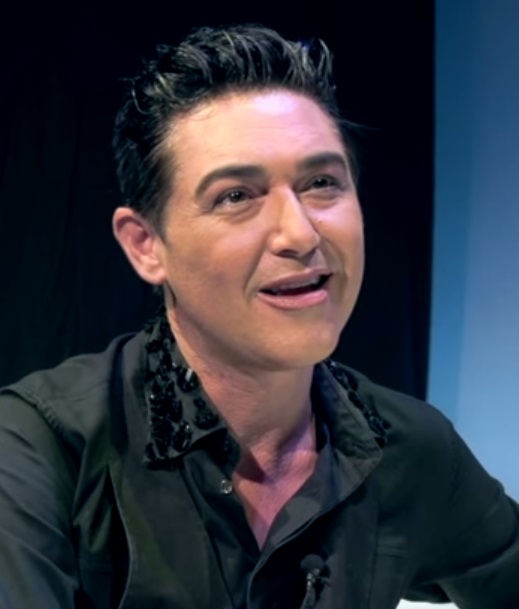
Ángel Garó, va col·laborar amb el programa entre 1991 i 1993

Hi havia una altra regla important de la subhasta, i és que el presentador no podia dir a cap moment cap mentida en relació amb els regals. L'única cosa que podia fer era ocultar part o tota la informació als concursants, per exemple, podia dir que en un joc havien de treure boles numerades i perdien si treien la bola 13, ocultant el fet que no hi havia bola 13, o negar-se a contestar les preguntes que li fessin els concursants, o contestar-les amb endevinalles en els quals es digués subtilment alguna cosa important però sense que els concursants poguessin comprendre-ho. Això es defineix per una frase famosa del presentador: Jo mai esmento. Puc no contestar, puc no dir tota la veritat, però no puc mentir.
Quant a l'espectacle, ja des de la primera etapa, i amb més freqüència a partir de 1977, es van introduir actuacions del ballet del programa realitzades expressament per a la subhasta, però va ser el 20 de maig de 1983 al programa El Debut quan es va introduir la novetat que les secretàries ballessin en la subhasta fent espectaculars nombres musicals en el decorat. En els primers musicals, solien fer playbacks de cançons normalment anglosaxones, o bé ballaven cançons instrumentals, encara que en comptades ocasions van cantar amb les seves veus. En 1984, van començar a cantar amb les seves veus cançons amb lletres específicament escrites per al tema del programa i amb música que solia estar presa de cançons conegudes, normalment de musicals (com All that jazz de Chicago, The Continental, There's no business like show business o Chitty Chitty Bang Bang) i de vegades de cançons normals (com Part-time lover de Stevie Wonder o Cuando tu vas de Chenoa entre altres). A més dels nombres musicals de les secretàries, artistes convidats solien acudir al programa per interpretar els seus èxits en el decorat (a vegades implicant-se al punt de rodar un musical amb el ballet del programa com van fer Chenoa o Norma Duval entre altres).
El final de la subhasta, entre 1972 i 1988, era el que donava nom pròpiament dit a aquesta part del concurs. Una vegada amb l'últim regal sobre la taula, el presentador licitava per aquest premi per comprar-li-ho als concursants oferint-los quantitats ascendents de diners. Aquest moment causava nerviosisme als concursants i emoció als espectadors, perquè ningú excepte el presentador sabia si les ofertes eren per ajudar perquè era un regal dolent, o per lliurar al programa d'oferir un premi espectacular. D'aquesta forma el presentador es col·locava entre la Part Positiva i la Negativa no sabent ningú cap a quin costat es decantava. Kiko Ledgard comptava amb l'entrenament de realitzar diàriament aquest joc en la televisió peruana. De la seva butxaca sortien bitllets i més bitllets embolicant als concursants amb la seva opció final. Mayra Gómez Kemp va heretar aquesta tècnica portant-la a l'extrem i fent sofrir als concursants al màxim. Era llavors quan els concursants havien de demostrar la seva veritable compenetración després de les preguntes i l'eliminatòria, ja que havien de posar-se d'acord per triar el millor premi.
En els noranta, tant Jordi Estadella com Josep Maria Bachs solament solien oferir diners si el regal era dolent, ja que convenia al programa que es portessin un bon regal per l'audiència i patrocinadors, la qual cosa restava emoció a la subhasta. No obstant això els concursants seguien desconfiant i moltes vegades triaven el regal creient que se'ls volia enganyar. Malgrat no oferir diners Jordi Estadella va jugar amb el públic del plató oferint-los caixes sorpresa o diners mantenint d'aquesta manera l'esperit de les anteriors etapes. En l'última etapa, com a novetat, el presentador Luis Roderas va fer la labor contrària, anar llevant als concursants els diners acumulats en les preguntes a través de diverses pistes sobre els premis que solien acabar en gens, alguna cosa que va ser molt criticat pels mitjans i pel públic, especialment al primer programa en el qual solament els campions van aconseguir portar-se una mica de valor a causa d'aquestes ofertes del presentador, encara que aquest sol obeïa les ordres de la direcció. Aquesta pràctica de Roderas va ser eliminada uns programes més tard per ser reemplaçada, encara que solament en un programa, per un oferiment de diners al revés, és a dir, Luis posava 6.000 euros sobre la taula i després anava descomptant diners bitllet a bitllet mentre els concursants es decidien entre agafar el que quedés en la taula o quedar-se definitivament amb el regal. En la resta de programes de l'etapa, Luis Roderas no va fer cap tipus d'oferta, ni tan sols quan el regal fos dolent.

### Els «sufridores»

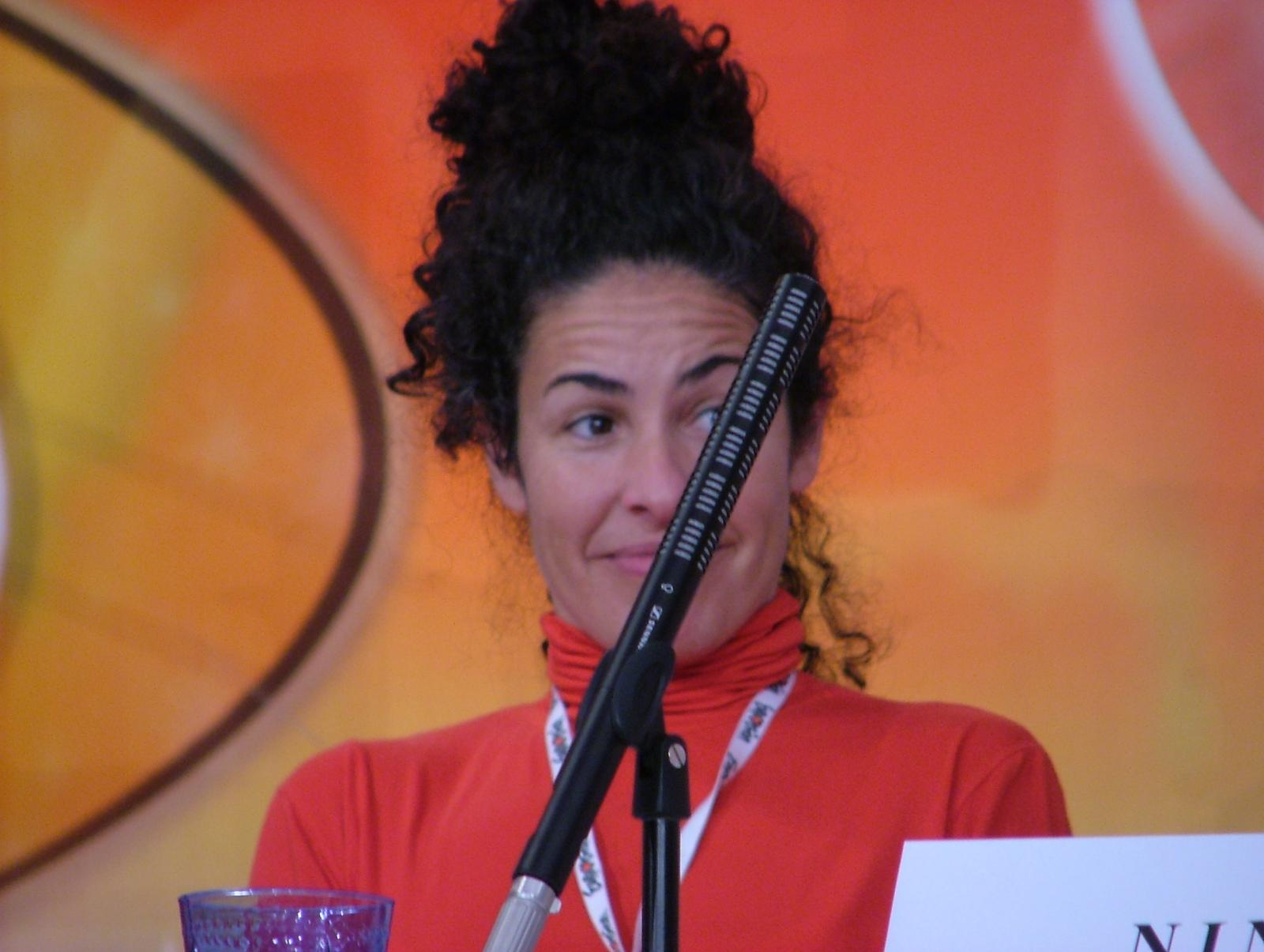
Nina, hostessa del concurs en 1987-1988

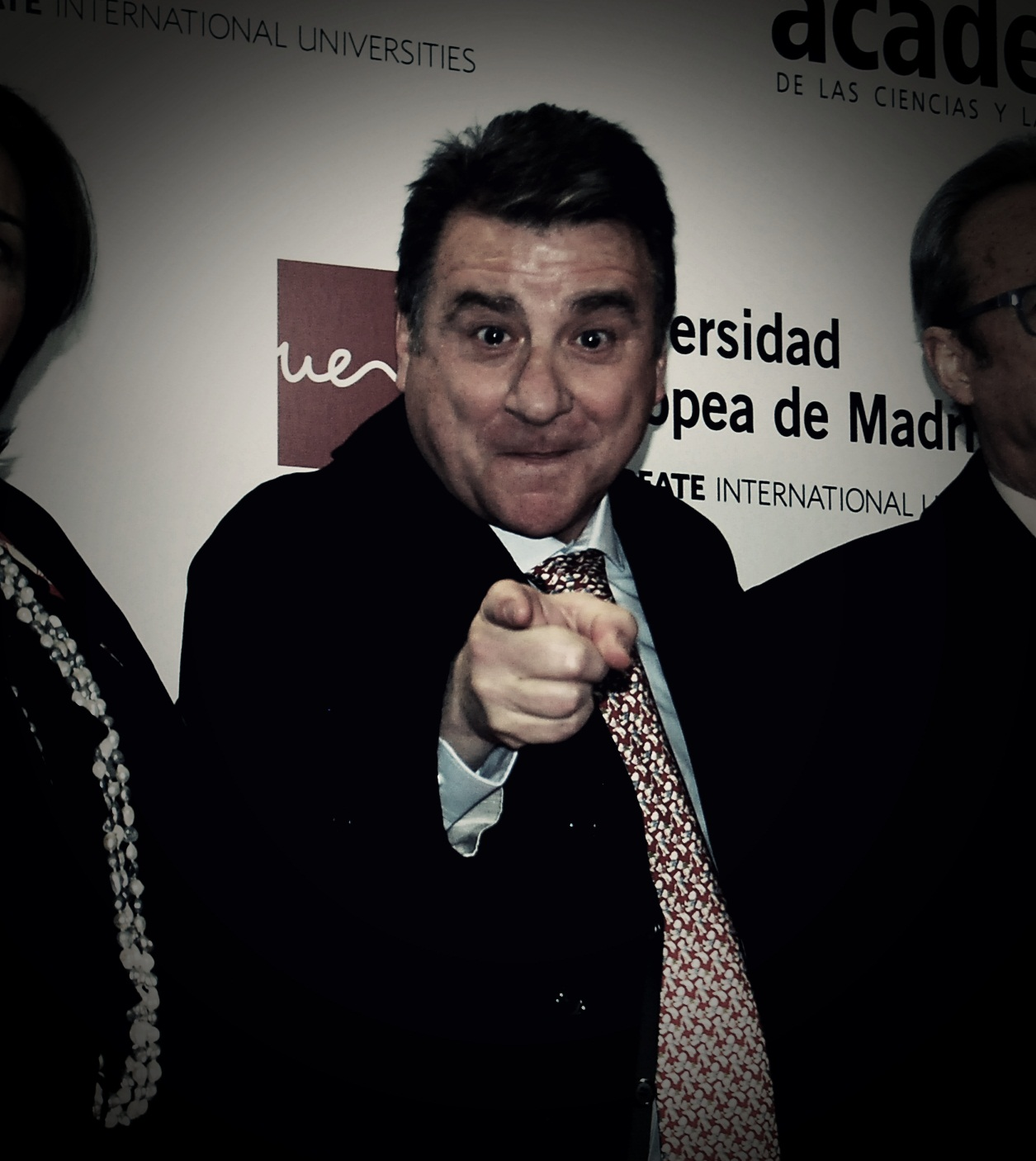
Manolo Royo, humorista del concurs entre 1987 i 1993

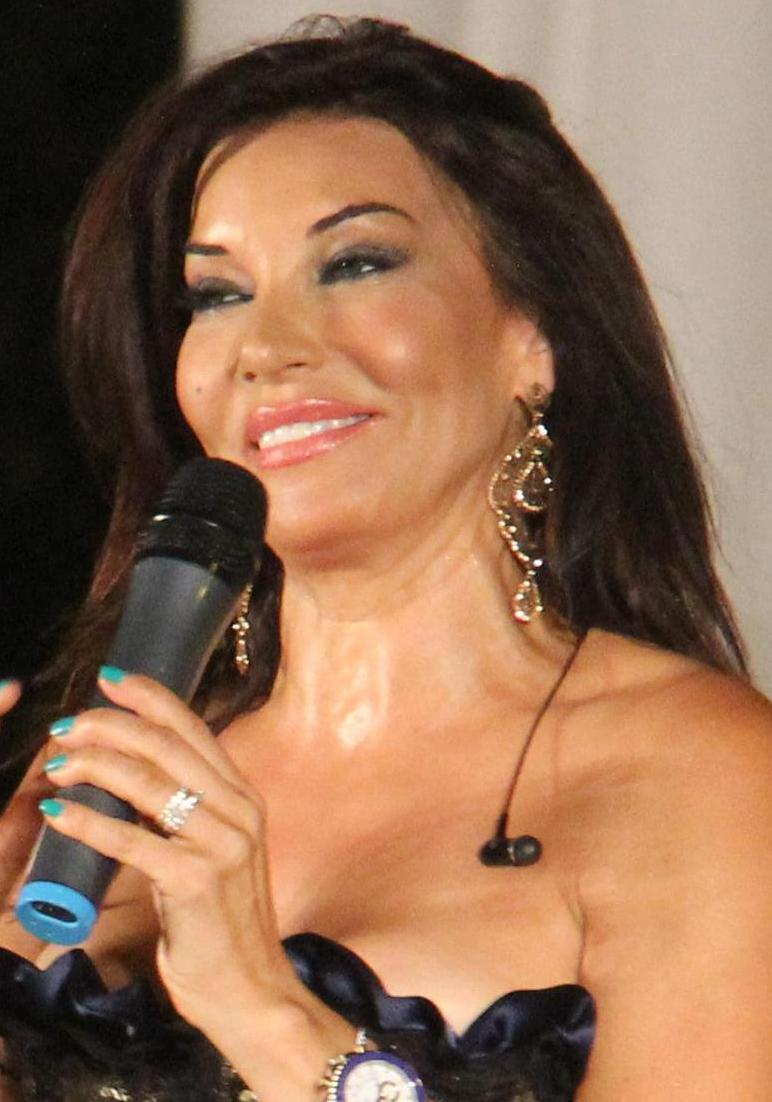
María Abradelo, hostessa del concurs entre 1991 i 1993

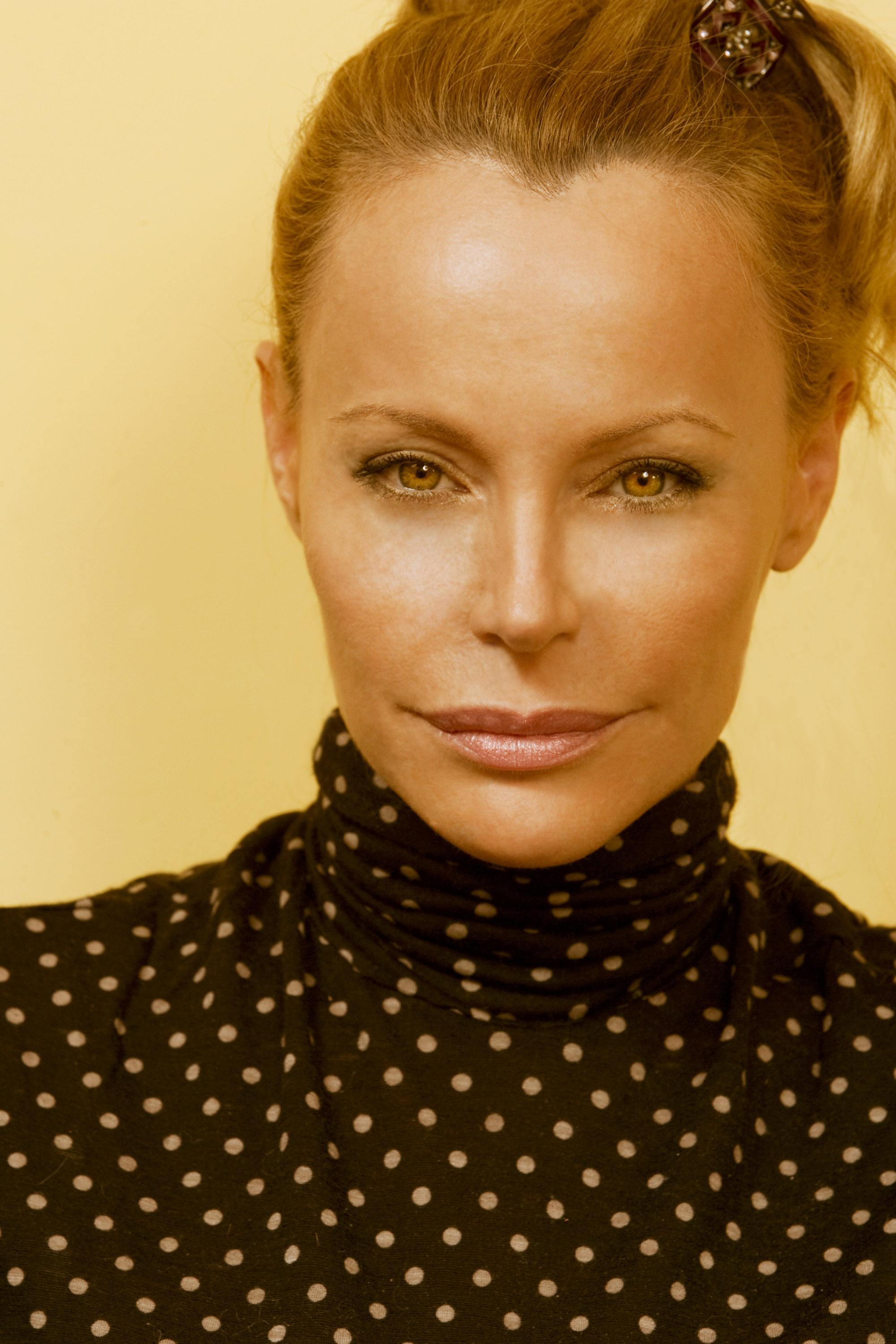
Marta de Pablo, hostessa del concurs entre 1991 i 1993

Els «sufridores» van ser un tipus de concursants especials que es van introduir al primer programa de Botilde El Debut, el 20 de maig de 1983. Per concursar com a sofridor, calia enviar una prova de compra d'un determinat patrocinador (el que va marcar l'entrada dels patrocinadors publicitaris dins de l'espai) i en sortir triats en el sorteig, serien convidats a plató i al final de la subhasta guanyarien el mateix premi que es portessin els concursants en la mateixa. El nom de sofridors ve perquè aquests coneixien la situació d'alguns dels millors premis per part de cartells que els mostraven les secretàries (el rètol apareixia també a vegades per als espectadors a casa), i sofrien per la impotència de veure com deixaven premis espectaculars sense poder fer res.
Els primers «sufridores» s'asseien en primera línia de públic, en el mateix plató (en aquesta etapa no se'ls mostrava cap rètol de premis, el sofriment consistia simplement en la impotència de veure passar els premis sense poder fer res). Portaven en el pit un adhesiu amb la «S» de Superman i de «sofridor». Al programa El Descobriment d'Amèrica del 7 d'octubre de 1983 se'ls va ficar per primera vegada en una masmorra lligats de peus i mans, o ben asseguts en sengles cadires elèctriques. Les hostesses passaven per davant d'ells rètols on es deia què contenia el regal. En aquesta etapa, per participar calia enviar una targeta postal amb la imatge de Botilde, que venia inclosa al costat dels més variats productes de diverses marques (Bimbo, revista Pronto, Yoplait, etc).
A partir de l'etapa quarta i fins a la sisena (1984-1988) els sofridors van estar tancats en una cel·la amb barrots des d'on veien el programa i coneixien els regals que rebutjaven o acceptaven els concursants. En la quarta etapa el patrocinador va ser la marca Bimbo en la qual s'havia d'enviar un cupó i durant la cinquena i sisena el patrocinador van ser els batuts Okey on En la cinquena etapa calia enviar una etiqueta o la xapa si es feia la consumició en un bar i en l'etapa sisena, es va reemplaçar la xapa per un sotagot de paper que es lliurava en fer la consumició en el bar, i que permetia a l'amo de l'establiment segellar-lo perquè ell guanyés el mateix premi que els «sufridores» que ho van enviar si resultessin triats.

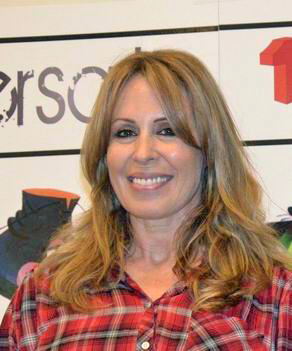
Miriam Díaz Aroca, presentadora del concurs entre 1991 i 1993

En la cinquena etapa es va crear un nou tipus de sofridor anomenat «sufridores en casa». Aquests «sufridores» havien de manar la mateixa prova de compra que els «sufridores» al plató, però apuntant en la carta un número de l'1 al 8, que en la sisena es va reduir a 7, dins d'un cercle i indicant un número de telèfon. Abans de començar la subhasta, el notari sortejava els nombres que quedarien assignats a cadascun dels regals de la subhasta, i els apuntava en una llista. Quan en la taula quedaven els tres últims regals, el presentador trucaria per telèfon al patidor a casa, i li comunicaria el regal que li havia correspost al nombre que hagués indicat en la carta, consultant la llista. Si el regal era un dels tres últims, no l'hi deia al moment, sinó que quan els concursants deixessin el regal o es quedessin amb ell ho comunicaria. Al final del programa, la llista del notari quedava a la disposició del públic perquè qualsevol pogués llegir-la i verificar l'assignació del premi al nombre assenyalat. Aquest tipus de patidor es va veure en les etapes cinquena i sisena, entre 1985 i 1988.
En la primera meitat de la setena etapa (1991-1992) es va ficar als «sufridores» del plató en una bugaderia xinesa on havien de rentar roba sense tenir accés a una caixa d'Ariel que penjava del sostre. Al mateix temps rebien ordres de dos capatassos xinesos. En la segona meitat de l'etapa se'ls va ficar en la cassola d'uns caníbals en una selva patrocinada pels caramels VICTORS.
Finalment, en la vuitena etapa (1992-1993), els «sufridores» havien de cuinar en una cuina de Gallina Blanca. Però no podien degustar el menjar, ja que les secretàries les hi duien a l'acte. Els «sufridores"van aparèixer per última vegada al programa Pas de l'Equador emès el 12 de febrer de 1993, desapareixent d'aquí d'ara endavant.

## L'equip

### Presentadors
Kiko Ledgard, va ser el primer mestre de cerimònies del concurs que s'inicia l'any 1972. Va estar al capdavant del Un, dos, tres... durant dues etapes, la primera des de l'any 1972 fins a 1973 i la segona des de 1976 fins a 1978 sumant un total de 138 programes. A ell es deu la inclusió de la subhasta a l'espai, ja que venia fent «Let's make a deal» / «Haga negocio con Kiko» des de fa anys en la televisió peruana pel que tenia un increïble domini de la seva mecànica. El seu estil àgil i espontani, hereu dels presentadors nord-americans i allunyat del acartonament de l'època impacta en la televisió espanyola i el converteix en un dels presentadors més populars i mítics dels anys 70. Famosa era el seu costum de portar diversos rellotges i mitjons de diferents colors que, combinat amb el seu accent i picardia, va fer de Kiko peça fonamental en l'enorme èxit de les primeres etapes.
Després de l'accident de Kiko, es barregen diversos substituts per al retorn del programa en 1982. Es realitzen proves a Emilio Aragón, Raúl Sender o Chicho Gordillo però a última hora la escollida és Mayra Gómez Kemp, que ja havia treballat al programa com a actriu durant la subhasta en l'etapa anterior. Mayra està al capdavant del programa des de 1982 fins a 1988 aconseguint la xifra rècord de 168 programes i sent qui més temps ho ha presentat. Mayra aconsegueix la difícil tasca de substituir Kiko i assentar el programa aconseguint una perfecció en tots els seus camps. El seu nom es converteix en sinònim del concurs. A ella es deu la frase cèlebre «Fins aquí puc llegir» i el seu complet domini del programa aconsegueix que sigui el de major audiència de la història de la televisió.
El programa descansa durant més de tres anys, i de nou al setembre de 1991 torna a la pantalla petita coincidint amb la irrupció de les televisions privades a Espanya. En lloc d'un únic conductor, en aquesta ocasió s'opta per dos presentadors: Jordi Estadella popular per la seva labor en el concurs «No te rías que es peor» i la llavors estrella del programa infantil «Cajón Desastre» Miriam Díaz-Aroca, aquest tàndem està al capdavant de Un, dos, tres... responda otra vez durant dues etapes des de 1991 fins a 1993 amb un total de 69 programes. El programa guanya en xou i espectacularitat tant en premis com en pressupost revalidant l'èxit d'anteriors etapes i tornant a ocupar alts índexs d'audiència malgrat la competència. Amb la parella de presentadors el programa celebra el seu 20 aniversari en ple èxit de públic i crítica. No obstant això l'excessiva durada de les emissions i la publicitat constant de marques fa que el programa perdi ritme i agilitat. Llavors es decideix donar un canvi radical amb el fitxatge del presentador català Josep Maria Bachs, acreditat durant el seu pas pel concurs amb el nom castellanitzat, i tornar a la fórmula del presentador únic. Malgrat la gran qualitat artística d'aquesta etapa el programa no aconsegueix recuperar la seva audiència i s'acomiada definitivament dinamitant el plató després de només 18 programes.
Transcorren 10 anys i, quan semblava que el programa no tornaria mai més a les pantalles, s'anuncia la seva reposició per gener de 2004 però aquesta vegada reconvertit en un concurs de caràcter cultural amb la iniciativa de fomentar la lectura, modificant el seu títol i passant a dir-se Un, dos, tres... a leer esta vez. Un jove presentador aragonès es fa càrrec de la presentació, Luis Rodera, conegut a Antena Aragón pel programa d'entrevistes Que viene el lobo. Malgrat la gran audiència dels primers programes, la fórmula d'unir espectacle i cultura no acaba de convèncer a l'espectador i el programa és cancel·lat després de 19 emissions (si bé es van fer 6 emissions més de les 13 contractades inicialment).

### La part negativa
La clau de l'èxit del programa en els seus inicis va ser la incorporació d'una part negativa, uns personatges que estaven en contra del malbaratament econòmic i evitaven que els concursants sumessin molts diners. També eren una caricatura de la censura i la intransigència de l'època. Narciso Ibáñez Serrador va crear als Cicutas provinents del poble de Tacañón del Todo i dirigits per Don Cicuta, encarnat per l'actor Valentín Tornos. Estava ajudat per dos personatges muts anomenats Cicutillas, Arnaldo Cicutilla i Remigio Cicutilla, interpretats per Javier Pajares i Ignacio Pérez, que no eren actors professionals sinó estudiants universitaris i mancaven de diàleg.< Don Cicuta es va convertir en un dels personatges més populars de la televisió dels 70, sent molt sol·licitat en qualsevol esdeveniment del país i creant-se centenars de joguines i marxandatge al voltant de la seva figura.
Quan el programa va tornar en 1976 Valentín Tornos no va poder reprendre Don Cicuta a causa del seu mal estat de salut, per la qual cosa es va optar per dividir el seu personatge en tres diferents: el professor Lápiz (Pedro Sempson), Don Rácano (Francisco Cecilio) i Don Estrecho (Juan Tamariz). Al llarg de l'etapa, Don Estrecho va ser substituït per Don Justo Rajatabla (Blaki) i Don Rácano per Don Menudillo (Luis Lorenzo), sent el professor Lápiz l'únic tacañón que va aguantar l'etapa completa (1976-1978). El Professor Lápiz va inaugurar el costum de corregir les errades dels concursants a través d'una rima, costum que van seguir utilitzant les tacañonas durant els 80 i 90.
En els vuitanta, i al principi, Chicho va contractar Martes y Trece (aleshores quan eren trio) per interpretar als nous tacañones. Però no el van acabar de convèncer, i tan sol van aparèixer en les primeres emissions de 1982, i ni tan sols com tacañones. Davant la seva inconformitat amb el trio, i amb el fitxatge d'una dona com a presentadora del programa, Chicho va decidir que també la part negativa estigués interpretada per dones. Amb el que per primera vegada, no tan sol a Espanya sinó al món, es va posar un concurs del «pes» del 123 únicament en mans de dones.
Les conegudes Germanes Hurtado: Interpreten a la Vídua de Poco, a la Seño i a Mari Puri, tres habitants de Tacañón del Todo. Les Hurtado aconsegueixen una enorme popularitat i les seves frases són cèlebres arreu de l'estat ("Campana y se acabó» «Hala, vamos...» o «Vamos que nos vamos"). La seva permanència en el concurs es converteix en la més llarga de la seva història, des de 1982 fins a 1994, amb un parell d'excepcions.
La primera el 1984 quan es decideix eliminar-les i fitxar a l'actriu catalana Eugenia Roca perquè interpreti a un nou personatge: una secretària «endollada» que conjumina la part positiva i la negativa. D'aquest suposat endoll i el seu nom es crea un joc de paraules en català amb la qual es coneixeria a aquesta nova «hostessa» del programa: «Eugenia Enchufols del tot». Eugenia corregia les errades dels concursants a través d'unes targetes amb rimes que sortien primer d'una màquina i que després s'inventava ella mateixa. Aquest personatge no va tenir l'èxit esperat i solament va durar els cinc primers programes de l'etapa, ja que Chicho va decidir rescatar ràpidament a les Germanes Hurtado que van tornar portant amb si una nova mascota negativa, l'Antichollo, com a contrapunt de la Ganga (mascota positiva). Eugenia Roca passaria llavors a la subhasta.
La segona excepció es produeix quan Paloma Hurtado sofreix un accident en 1993 i el seu personatge és substituït durant unes setmanes per les actrius catalanes Mercè Comes i Vicky Plana del grup La Cubana, i que interpreten a les Tietes de les Tacañonas: Virtudes i María de la Purificación al costat de les bessones Teresa i Fernanda Hurtado. Una vegada recuperada Paloma Hurtado torna al seu lloc fins al final de la novena etapa en 1994.
Quan es va iniciar la setena etapa en 1991 les Tacañonas van passar a anomenar-se Derrochonas criticant el ranci que era el programa i els pocs premis que es donaven. Les Derrochonas eren les nebodes de les difuntes Tacañonas i s'estaven gastant la seva herència. Elles obrien cada programa baixant espectacularment amb una desfilada per l'escala. A causa de la crisi de 1993 les Derrochonas es van transformar en Neo-Tacañonas al segon programa dedicat a Tailàndia de 1993.
En l'última edició del concurs, titulada Un, dos, tres... a leer esta vez, la part negativa va ser encarnada primer pel coronel McPhantom i Kowalski interpretats per Miguel Mugni i Esteban Alleres / Rubén Espino. Després dels cinc primers programes van ser substituïts pel General Antilivroff i Dimitri interpretats per Alberto Papa-Fragomen i Roberto Mosca. Els seus personatges estaven en contra de la lectura i estaven basats en els bombers que cremaven llibres en la novel·la de Ray Bradbury, Fahrenheit 451. Si ben els dos primers personatges, McPhantom i Kowalski, no van acabar de quallar entre el públic, els següents sí van aconseguir certa tirada, convertint la ronda de preguntes en la part de més audiència del programa en aquella etapa, encara que això sí, sense superar el calat dels personatges de Tacañón del Todo.
Cal destacar també que, al llarg de les etapes, cada vegada que els concursants donaven una resposta que necessitava d'una explicació més detallada la Part Negativa sol·licitava l'ajuda dels SuperCicutas que, amb la seva veu omnipresent, corregia i comptava les errades. Amb els tacañones i les tacañonas aquests personatges van passar a anomenar-se els Supertacañones. Amb Eugenia Roca va ser l'Imparcial Jurado. Amb les Derrochonas, els SuperDerrochones. i, finalment, amb McPhantom la veu era la de l'Alt Comandament. En desaparèixer McPhantom, i amb l'arribada de Antilivroff i Dimitri, la veu de l'Alt Comandament va deixar d'utilitzar-se.

### La part positiva: les hostesses o secretàries

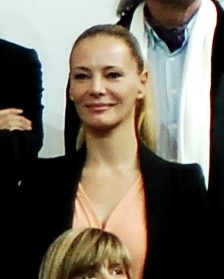
Paula Vázquez, hostessa del concurs en 1994

Per acompanyar als presentadors, el realitzador del programa va crear la figura de les hostesses o secretàries, en general sis noies, abillades amb grans ulleres de petxina i en la dècada dels 70 escarides minifaldilles. La seva missió era la d'assistir al presentador en la conducció del programa: presentar als concursants, oferir les preguntes, comptabilitzar les respostes...
Una d'elles, la coneguda com a hostessa comptable, seria l'encarregada de multiplicar les respostes donades i donar a conèixer els diners guanyats pels concursants, en funció de les respostes que aquests havien encertat. Des de 1972 fins a 2004, les hostesses comptables que van desfilar pel programa van ser Ana Ángeles García, durant la primera etapa, Victoria Abril, en la segona, Patricia de Solís, hostessa comptable durant la primera part de la tercera etapa, Silvia Marsó, que va prendre el relleu de l'anterior en aquesta etapa i que tornaria al concurs en la seva sisena temporada, Lydia Bosch, durant les etapes quarta i cinquena, Kim Manning, que substituiria a Silvia als últims programes de la sisena, Diana Lázaro i Mayte Navarrete, comptables durant la novena etapa, i Laura de la Calle i Yolanda Aracil, que van exercir aquesta funció en la fins ara última temporada. Entre 1991 i 1993, Miriam Díaz Aroca també va exercir com a comptable, però no era hostessa, sinó presentadora.

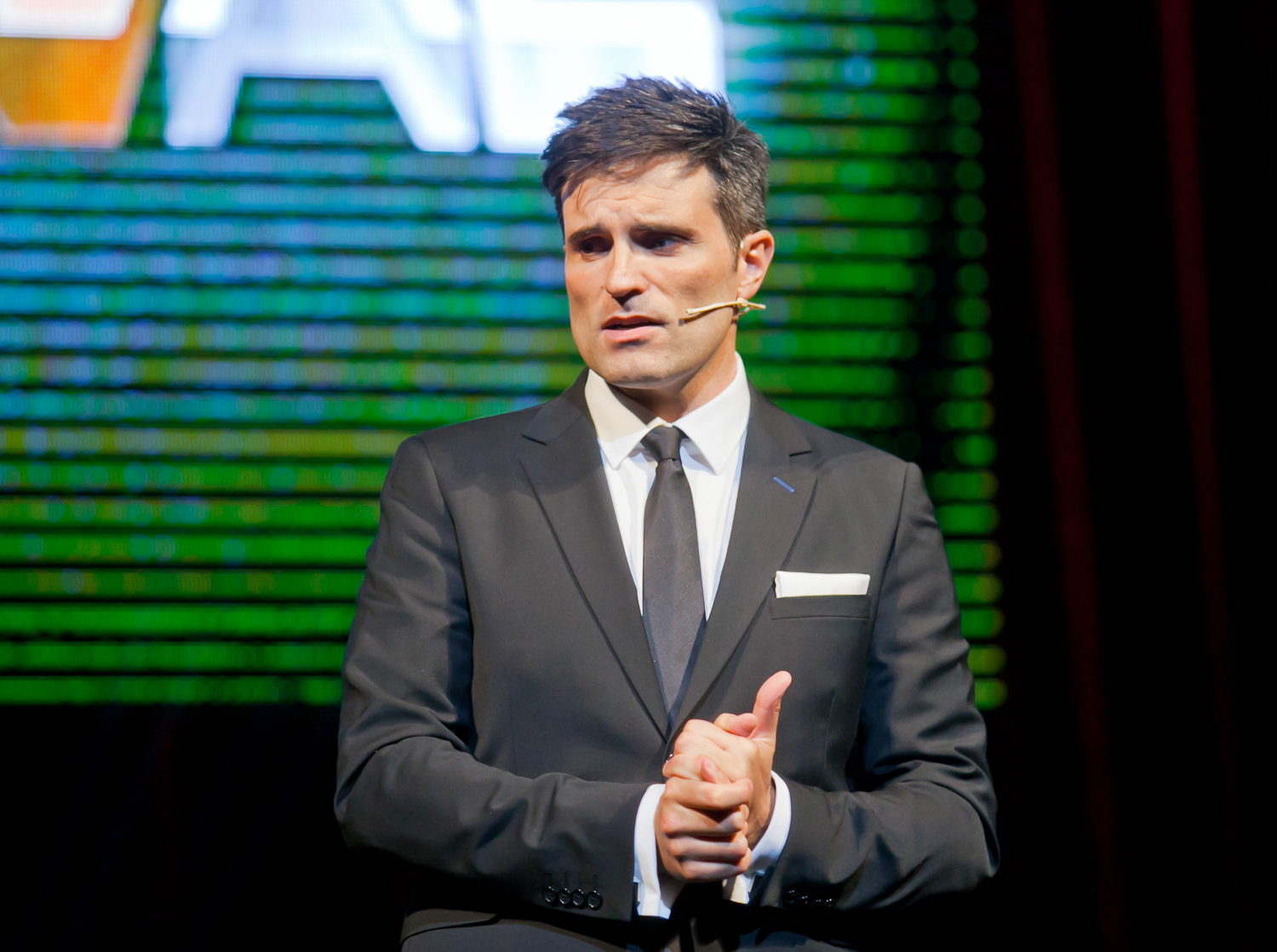
Luis Larrodera, presentador del concurs en 2004

En les deu etapes de les que ha constat el programa, han estat moltes les noies que han estat hostesses del concurs, la majoria d'elles van aconseguir una enorme popularitat gràcies al programa i van poder desenvolupar una carrera com a actrius, cantants, models o presentadores de televisió. Cal tenir en compte que si va haver-hi un integrant de l'espai que es va veure beneficiat amb l'evolució del concurs aquesta va ser precisament la figura de l'hostessa o secretària, que de ser mera col·laboradora del presentador va passar a convertir-se en veritable protagonista del xou musical, podent demostrar els seus dots com a ballarines o cantants, i les seves qualitats artístiques.
Potser la més populars que han desfilat pel concurs, i per ordre d'intervenció han estat: Ana Ángeles García, la primera hostessa comptable, Aurora Claramunt qui posteriorment va ser presentadora de TVE, Blanca Estrada, Maria Gustafsson, Blanca Aguete, Yolanda Ríos, Àgata Lys que després d'estar només set setmanes al programa va despuntar com a actriu i es va convertir en un estrella del cinema espanyol del moment; Victoria Abril, amb la qual van estar María Casal, Marián Flores, Beatriz Escudero i María Durán. Les dues últimes van formar, durant l'emissió del programa i al costat de Mayra Gómez Kemp, el popular conjunt musical Trio Acuario. Durant els vuitanta les hostesses més populars van ser: Patricia de Solís, Alejandra Grepi, Irene Foster, Kim Manning, Silvia Marsó, Pat Ondiviela (coneguda actualment com a Frances Ondiviela), Gloria Fernández, Naomi Unwin, Lydia Bosch, Victoria Vivas, Isabel Serrano i Nina, que gràcies al seu pas pel concurs va poder desenvolupar una carrera com a cantant i fins i tot representar Espanya en el conegut Festival d'Eurovisió. En els noranta i fins que el concurs va finalitzar l'any 2004 les hostesses que han destacat posteriorment han estat, entre altres: María Abradelo, Marta de Pablo, Carolina Rodríguez, Mayte Navarrete, Gema Balbás, Diana Lázaro, Paula Vázquez, Nieves Aparicio, Marta García i Laura de la Calle.

### Els humoristes
El humor era un factor central en el concurs, especialment en la seva tercera part, la subhasta, en la qual anaven apareixent diferents humoristes que, abans de deixar un premi en la taula de subhasta, feien un gag. Al llarg dels seus 10 temporades, van passar pel programa els millors humoristes d'Espanya. Alguns, eren fixos del concurs, uns altres eren convidats que apareixien ocasionalment. Aparèixer en el Un, dos, tres... era fonamental en la carrera artística d'un humorista. L'audiència del programa els feia famosos en tot Espanya, i convertia les seves muletillas en frases d'ús quotidià en tot el país.
Els humoristes més identificats amb el programa, per les llargues temporades en què van col·laborar, són Bigote Arrocet, Antonio Ozores, Fedra Lorente (amb el personatge de «La Bombi»), Beatriz Carvajal (amb el personatge de «La Loli» o «Gafancia» entre altres), Gabriela Acher (amb el personatge de «Charito Muchamarcha»), Raúl Sender, Arévalo, Juanito Navarro, Manolo Royo o Juan Tamariz. Altres humoristes, malgrat romandre al programa una sola temporada, es van convertir en fenòmens mediàtics i és especialment recordat el seu pas pel programa. És el cas del Duo Sacapuntas i d'Ángel Garó. I encara que van col·laborar menys temps, també van passar pel Un, dos, tres humoristes com Gila, Martes y Trece, Eugenio, Andrés Pajares, Joe Rígoli, Tip i Coll, Los Morancos, Rafaela Aparicio, Cruz y Raya, La Trinca, Pepe Viyuela, Luisa Martín, Silvia Abascal, Llàtzer Escarceller i Sabaté, Rosario Pardo, Llum Barrera, Guix i Murga o Eduardo Aldán. Un exemple del poder que tenia el programa ho demostra el cas del trio català Tricicle, que amb una sola aparició, en 1983, n'hi hagué prou perquè es fessin famosos a tot Espanya i llançar la seva carrera professional.

## Producció del programa
Un, dos, tres... era un programa amb una producció molt complexa en relació amb altres programes de Televisió Espanyola en l'època. Cada programa trigava a produir-se una setmana completa, a la qual s'afegia una altra setmana prèvia d'assajos i estudi de guions, i aquesta producció s'anava fent al llarg de la temporada, setmana a setmana, de la següent forma:
- Diumenge: Es fa una lectura de guió completa amb tots els actors i el presentador, excloent la part del concurs pròpiament dit, i es poleixen els serrells que puguin quedar, a més de presentar els actors qualsevol suggeriment per millorar el guió que ha de passar per l'aprovació prèvia de Chicho.
- Dilluns: Es graven en el decorat els nombres musicals protagonitzats per les secretàries, així com espectacles que pugui desenvolupar-se en el decorat.
- Dimarts: Es grava qualsevol espectacle o actuació musical d'artistes convidats que quedin per gravar en el decorat, i es grava l'entrada de regals, ja sigui en el decorat o a través de les portes del plató, de vegades gravades diverses vegades amb diferents robes de les secretàries, per si el regal surt abans o després d'un canvi de vestuari de les noies.
- Dimecres: És el dia de l'enregistrament del concurs pròpiament dit amb públic present. Al matí es realitza un assaig general del programa, i a la tarda es realitza l'enregistrament del concurs. Si no calgués, el decorat temàtic comença a ser desmantellat per construir el decorat del programa següent. En les preguntes, es grava la pregunta i els 45 segons complets de respostes. En cas d'encert es grava la campana de finalització de temps, i en cas de fallada, es grava l'entrada de fallada. Després es tallaran en postproducció les respostes posteriors a la fallada. En la subhasta, concursants i públic en plató veuen les actuacions del decorat, gravades en dies anteriors, a través d'una pantalla enfront de la graderia, ja que para quan es grava la subhasta, generalment el decorat temàtic ja està gairebé completament desmuntat, i de vegades es pot veure fins i tot el de la setmana següent parcialment muntat. Si hi ha alguna actuació en les graderies, també es grava en aquest moment.
- Dijous: Es realitza tot el muntatge i assemblatge de les diferents peces gravades en els tres dies anteriors, de manera que quedi una sensació de fals directe i que tot s'ha gravat d'una sola vegada. També s'afegeix les músiques de fons, ja que l'única música que sona directament en plató és la sintonia de les preguntes. Per la seva banda, continua la construcció del decorat del programa següent, que ha d'estar llest per començar a gravar el dilluns següent.
- Divendres: Es realitza l'emissió del programa recentment gravat.

Aquest ritme d'enregistrament i emissió es manté així fins al final de l'etapa.

## Mascotes
El programa Un, dos, tres... responda otra vez gairebé sempre ha disposat d'una mascota que a més d'interpretar la sintonia d'arrencada apareixia com a premi en la tercera part del programa, la subhasta. La major part de les vegades, la mascota era negativa i simbolitzava el pitjor regal de la subhasta, però a vegades la mascota era positiva o va haver-hi un duo de mascotes, una negativa i una altra positiva. El que totes les mascotes van compartir en comú va ser que era l'únic regal l'aparició del qual era obligatòria per reglament en cada subhasta. Tots els altres regals podien aparèixer o no, però sempre apareixeria la mascota, o almenys una d'elles si eren vàries. Les mascotes, per ordre d'aparició, van ser: la carabassa Ruperta (1976-1983, 1991-2004), la bota Botilde (1983-1984), la Ganga i el Antichollo (1984-1986) i el Boom i el Crack (1987-1988). Totes les mascotes van ser creades pels estudis de José Luis Moro.

## Etapes
| Número | Data d'inici | Data de final | Número de programes |
| ------ | ------------ | ------------- | ------------------- |
| 1      | 24-04-1972   | 30-04-1973    | 54                  |
| 2      | 19-03-1976   | 27-01-1978    | 83                  |
| 3      | 20-08-1982   | 13-04-1984    | 81                  |
| 4      | 09-11-1984   | 03-05-1985    | 26                  |
| 5      | 04-10-1985   | 28-03-1986    | 26                  |
| 6      | 06-04-1987   | 04-01-1988    | 35                  |
| 7      | 13-09-1991   | 10-04-1992    | 31                  |
| 8      | 02-10-1992   | 09-07-1993    | 38                  |
| 9      | 19-11-1993   | 08-04-1994    | 18                  |
| 10     | 09-01-2004   | 11-06-2004    | 19                  |
| TOTAL  | 1972         | 2004          | 411                 |

## Les sintonies
La sintonia que ha acompanyat la capçalera d' Un, dos, tres...Responda otra vez en les majoria de les etapes, concretament en la 2a, la meitat de la 3a, i de la 7a a 10a, i que ha quedat gravada en la memòria col·lectiva de tots els espanyols va ser composta per l'argentí Adolfo Waitzman. La lletra és del propi Ibáñez Serrador, que al mateix temps prestava la seva veu a la Carabassa Ruperta en la interpretació del tema.
No obstant això, no va ser l'única sintonia del concurs, ni tan sols la primera. En la primera etapa unes veus femenines van interpretar dues sintonies «Un dos tres... responda otra vez» en els primers programes i «No sea usted Cicuta» en la resta de l'etapa. Aquesta última estava composta per Narciso Ibáñez Serrador i Waldo de los Ríos, mentre que la primera era composició de Chicho al costat de Manuel de la Calva i Ramon Arcusa (Dúo Dinámico).
Adolfo Waitzman també va compondre la sintonia de Botilde de la 3a etapa, interpretada també per Chicho. La composició de la sintonia de la Ganga, protagonista de la quarta i la cinquena etapes, va ser realitzada per Eddy Guerin i interpretada per Patxi Muntaner (nom artístic aleshores de Salvador Aldeguer). Finalment, en la sisena etapa, protagonitzada pel Boom i El Crack, va haver-hi una nova sintonia en la qual la veu del Boom era de nou interpretada per Chicho.
Les capçaleres del programa, al marge de la sintonia, van tenir totes una estructura similar. En primer lloc apareixia el logo del programa. Després, amb el rètol «En la part positiva...» es nomenava al presentador i apareixia el rètol «I les nostres secretàries». Després apareixia el rètol «En la part negativa...» i aquí apareixia el rètol «Aquests/Aquestes que vostès saben» o «Ja ho veuran». Finalment, després del rètol «Si alguna cosa falla, el responsable és...» apareixia el nom de Narciso Ibáñez Serrador i donava començament el programa amb la mascota sobreimpresionada sobre la imatge del públic o del decorat segons l'etapa.
Les excepcions les marquen la primera etapa, en la qual apareixien en els títols els noms de les secretàries i dels actors que encarnaven als «cicutas», i després el rètol «Si alguna cosa falla els responsables són» i els noms de càmeres, productors, etc, i al final «I si falla tot, el culpable serà» per presentar a Narciso Ibáñez Serrador. Una altra excepció es dona en la quarta i cinquena etapes, en les quals el nom de Mayra Gómez Kemp no apareixia com a part positiva. Després del rètol, apareixia un simple «amb Mayra Gómez Kemp», i ja després «En la part positiva... les nostres secretàries». En la segona i tercera etapes no apareixia Ruperta sobreimpresionada sobre el públic; en acabar la capçalera, amb un fons en negre es passava al programa. La mascota va començar a aparèixer sobreimpresionada en 1983 amb l'arribada de Botilde, encara que als primers programes Botilde apareixia sobre el fons verd crom que passava en fos a la imatge del públic.

## Platós
- Estudio 1 de Prado del Rey, a Madrid
  - Etapa 1 (1972-1973)
  - Etapa 6 (1987-1988)

- Antics Estudios Roma de Fuencarral (actual seu de Telecinco)
  - Etapa 2 (1976-1978)
  - Etapa 3 (1982-1984)
  - Etapa 4 (1984-1985)
  - Etapa 5 (1985-1986)

- Estudios Buñuel de Madrid
  - Etapa 7 (1991-1992)
  - Etapa 8 (1992-1993)
  - Etapa 9 (1993-1994)
  - Etapa 10 (2004)

## Versions internacionals
El concurs Un, dos, tres va ser el primer format creat a Espanya que es va exportar massivament a l'estranger. Durant una època, el programa va ser el més vist a Europa en algun dels sis formats existents, incloent l'espanyol. Les emissions van arribar a Espanya, Portugal, Regne Unit, els Països Baixos, Alemanya, Àustria, Suïssa, Bèlgica, Luxemburg i Dinamarca.

### Edicions estrangeres
- Regne Unit: 3-2-1, presentat per Ted Rogers
- Portugal: Um, dois, tres, presentat per Carlos Cruz, i més endavant per António Sala i Teresa Guilherme
- Alemanya: Die verflixte sieben, presentat per Rudi Carell
- Països Baixos: De 1-2-3 show, presentat per Rudi Carell, Ted de Braak i Henny Huisman
- Bèlgica: De 1-2-3 show, presentat per Walter Capiau

### Intercanvis d'idees entre Espanya i l'estranger
Entre l'Un, dos, tres… espanyol i els estrangers no solament ells van prendre el format espanyol per adaptar-lo a les diferents realitats dels seus països, sinó que Chicho també va prendre idees dels formats estrangers per traslladar-les al programa espanyol:
- La tradicional baixada d'escales de Mayra saludant el públic va ser presa del format britànic.
- El disseny de la graderia i l'escala en la tercera etapa està inspirat en el disseny del format britànic en la seva etapa de 1982.
- El gest amb els dits que feia Miriam Díaz Aroca en acomiadar el programa va ser també pres del presentador britànic, Ted Rogers.
- El clàssic disseny de la graderia partida amb panells lluminosos i una escala d'esglaons il·luminats que es va introduir en la quarta etapa va ser pres íntegrament del format neerlandès.
- La forma de presentar els concursants i fer les preguntes al decorat als primers programes de la quarta etapa, així com l'entrada de Mayra des del propi decorat en aquest període, van ser preses del format portuguès.
- El format de preguntes de la tercera ronda durant les etapes quarta i cinquena va ser pres del format britànic.
- Dels formats neerlandès i alemany Chicho va prendre en el període 1991-1994 l'espectacularitat de decorats gegantes amb grans cossos de ballet, a diferència dels modests decorats d'etapes anteriors amb musicals protagonitzats exclusivament per les secretàries i alguns ballarins.
- La forma de presentar als concursants en la novena etapa va ser presa de la versió britànica.